# Sylvandre berbère
Hipparchia ellena
Espèce
Espèce
Le Sylvandre berbère (Hipparchia ellena) est un lépidoptère appartenant à la famille des Nymphalidae à la sous-famille des Satyrinae et au genre Hipparchia.

## Dénomination
Il a été nommé Hipparchia ellena par Charles Oberthür en 1894, puis Hipparchia caroli par Rothschild en 1933.
Synonymes : Satyrus alcyone f. ellena Oberthür, 1894.

### Noms vernaculaires
Le Sylvandre berbère se nomme Algerian Grayling en anglais.

### Sous-espèce
Hipparchia ellena caroli  (Rothschild, 1933); dans le Moyen-Atlas et le Haut-Atlas marocains

## Description
Le Sylvandre berbère est de couleur marron foncé avec une bande submarginale banche bien marquée, en bordure une frange entrecoupée et deux ocelles noirs aux antérieures dont un à l'apex et deux très petit aux postérieures, tous très discrets.
Le revers des antérieures est semblable marron avec une bande submarginale banche portant les deux ocelles noirs pupillés de blanc dont un à l'apex alors que les postérieures sont marbrées de marron et de blanc avec une large bande blanche et deux ocelles peu visibles.

## Biologie

### Période de vol et hivernation
Le Sylvandre berbère vole en une génération prolongée entre juillet et septembre.

### Plantes hôtes
La plante hôte de sa chenille est Brachypodium ramosum,.

## Écologie et distribution
Le Sylvandre berbère est présent uniquement en Afrique du Nord, en Algérie et en Tunisie, au Maroc pour la sous-espèce Hipparchia ellena caroli .

### Biotope
Il réside dans les bois de chênes à Quercus mirbecki.

### Protection
Il est considéré au Maroc comme vulnérable.

### Lien taxonomique
- (en) Tree of Life Web Project : Hipparchia ellena